# USS Maine (ACR-1)
Броненосный крейсер «Мэн» (англ. USS Maine, ACR-1) — боевой корабль ВМФ США, один из двух введенных в эксплуатацию в 1895 году американских броненосных кораблей, и первый военный корабль ВМФ США, названный в честь американского штата Мэн. Фактически является броненосцем II-го класса.
Корабль известен своей загадочной гибелью в бухте Гаваны, куда он прибыл 25 января 1898 года в связи с происходящими на Кубе народными выступлениями против колониального правления Испании. Вечером 15 февраля 1898 года корабль взорвался и затонул. В результате взрыва погибло 266 человек: 260 во время взрыва или вскоре после него, 6 скончались в больнице от полученных травм. Капитан Сигсби и большинство офицеров выжили, потому что их места были в кормовой части судна.
Гибель корабля и большей части экипажа получила широкую огласку в американской прессе, прямо или косвенно обвинявшей Испанию в подрыве крейсера, и таким образом сыграла роль катализатора в формировании общественного мнения в пользу начала испано-американской войны.

## История
Вступление в строй бразильских броненосцев «Риачуэлло» и «Аквидабан» в 1883—1885 годах серьёзным образом изменило баланс военно-морских сил Западного Полушария. Хотя по европейским меркам оба бразильских корабля были очень небольшими и относились ко 2-му или даже 3-му классу, ни одна другая держава обоих Америк — даже Соединённые Штаты — в то время не располагала современными линкорами вообще. Два броненосца на некоторое время вывели Бразилию в сильнейшие морские державы Нового Света.
Американский флот в 1880-х годах пребывал в совершенно запущенном состоянии. Как мрачно заметил председатель комитета по морским делам Хиллари А. Герберт, «если бы весь наш флот встретился с „Риачуэлло“ в открытом море, то я сомневаюсь, что хоть один наш корабль вернулся бы в порт». Позиции изоляционистов в Конгрессе, настаивавших на крейсерской войне против коммерческого судоходства потенциальных европейских противников, были серьезнейшим образом поколеблены появлением современных линейных кораблей у потенциально враждебной державы вблизи американских берегов. Сторонники постройки современного флота, наконец, взяли верх и проектирование ответа началось немедленно.
В 1884 году бюро проектирования и ремонта представило к рассмотрению два проекта 7500-тонного броненосца и 5000-тонного крейсера. Секретарь флота Уильям Коллинс Уитли вместо этого запросил Конгресс о постройке двух 6000-тонных броненосных кораблей (требования по водоизмещению были ограничены ввиду небольших размеров существующих американских доков, модернизация которых только предполагалась). В 1886 году разрешение было получено, и флот приступил к составлению подробного проекта своих первых броненосных кораблей за долгие двадцать лет.

## Конструкция

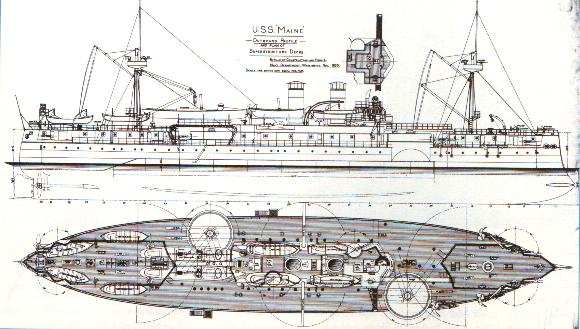
Схема крейсера «Мэн»

Проект броненосного корабля «Мэн» был разработан Теодором Д. Вильсоном, главным инженером Бюро проектирования и ремонта. Назначение этого корабля было определено как преимущественно крейсерское (в отличие от «Техаса», который, имея почти идентичную компоновку, с самого начала проектировался как линкор), что предопределило требование к скорости в 17 узлов.
Как «Мэн», так и «Техас» по сути повторяли бразильские корабли: оба имели эшелонное расположение орудийных установок главного калибра и были в первую очередь рассчитаны на ведение боя в строе фронта. То, что эта концепция уже считалась устаревшей, а, например, сама конструкция «Риачуэлло» не относилась к оптимальным, американцам ещё не было известно.
Длина корабля составляла 98,9 метров, ширина — 17,4 метра и осадка — 6,9 метра. Его полное водоизмещение составляло 6682 тонны. Он был у́же и немного длиннее «Техаса», корпус его был разделён на 214 водонепроницаемых отсеков и имел одну длинную продольную переборку. Корабль получил двойное дно, но только в пределах цитадели.

### Вооружение
Основное вооружение «Мэна» состояло из четырёх 254-миллиметровых 35-калиберных орудий 10"/35 Mark 2. Орудия располагались попарно в двух диагонально расположенных вращающихся башнях: носовая башня была сильно смещена к правому борту (и частично выступала за его пределы), а кормовая башня — к левому. Из-за расположения башен близко к оконечностям корабль подвергался сильной продольной качке. Кроме того, стоявшие низко над водой орудия сильно заливало. Башни приводились в действие гидравликой.
Эти тяжёлые орудия стреляли 231-килограммовым снарядом с начальной скоростью 610 метров в секунду. На дистанции до 5000 метров снаряд пробивал 180 миллиметров закаленной гарвеированной брони. Но скорострельность орудий, из-за неудачной конструкции затворов и устаревшей процедуры перезарядки, была очень низкой — около 1 выстрела в полторы минуты. К 1905 году за счёт лучшей тренировки артиллеристов и упрощения перезарядки скорострельность удалось поднять до 2—3 выстрелов в минуту. Тем не менее, американцы считали основное вооружение «Мэна» более удачным, чем у «Техаса», так как перезарядные механизмы орудий «Мэна» вращались вместе с башнями и могли перезаряжать орудия при любом положении.
Вспомогательное вооружение корабля состояло из шести 152-миллиметровых 30-калиберных орудий, располагавшихся в казематах. Формально скорострельные, орудия имели раздельное заряжание и на практике первоначально давали не более 1 выстрела в минуту (ситуацию удалось исправить к 1890-м годам). Их предельная дальнобойность составляла порядка 8000 метров.
В качестве противоминного оружия «Мэн» был оснащён семью 57-миллиметровыми скорострельными орудиями Дриггса — Шредера, стоящими на крыше надстройки. Орудия выдавали до 20 выстрелов в минуту. В качестве дополнения корабль нёс четыре 37-миллиметровых орудия Гочкисса и четыре 1-фунтовых пулемёта Дриггса — Шредера. Также корабль был оснащен четырьмя 450-миллиметровыми торпедными аппаратами (по два на борт) и по первоначальному проекту должен был нести на борту два малых миноносца водоизмещением в 15 тонн. Позже от этой идеи отказались из-за совершенно неудовлетворительных качеств экспериментального миноносца.

### Броневая защита
Главный пояс корабля был изготовлен из сталеникелевой брони. Он имел толщину у верхней кромки 305 миллиметров и утончался к нижней кромке до 178 миллиметров. Пояс прикрывал цитадель корабля между башнями главного калибра. Его высота составляла 2,1 метра, из которых 0,9 выступали над водой. По краям цитадели пояс наклонно уходил вглубь корпуса, утончаясь до 203 миллиметров и переходя в броневую переборку.
Выпуклая броневая палуба имела толщину в 51 миллиметр в центральной части и имела скосы толщиной 76 мм за броневым поясом. В кормовой части броневая палуба уходила под воду, прикрывая от падающих сверху снарядов рули и винты. Артиллерия главного калибра защищалась 203-миллиметровой бронёй при толщине брони барбетов до 305 миллиметров в верхней части (в нижней — до 250 мм). Казематы скорострельных орудий защищала 114-мм броня.

### Силовая установка
Корабль приводился в действие двумя машинами тройного расширения, общей мощностью в 9239 л. с. Проектной скорости в 17 узлов развить не удалось: на пробе корабль выдал лишь 16,45 узла, что было даже хуже, чем у «Техаса». Дальность экономичного хода составляла всего 6670 км.

## Служба
Вступив в состав флота, броненосец нес свою службу в водах Восточного побережья США и Карибского моря. В январе 1898 года корабль направили в Гавану, Куба, для защиты американских интересов в связи с гражданскими волнениями и восстанием против испанского владычества.

## Взрыв в Гаване

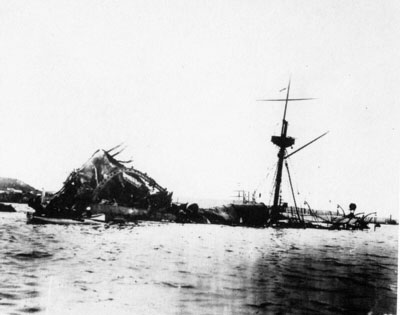
Остов «Мэна» после взрыва. 1898 г.

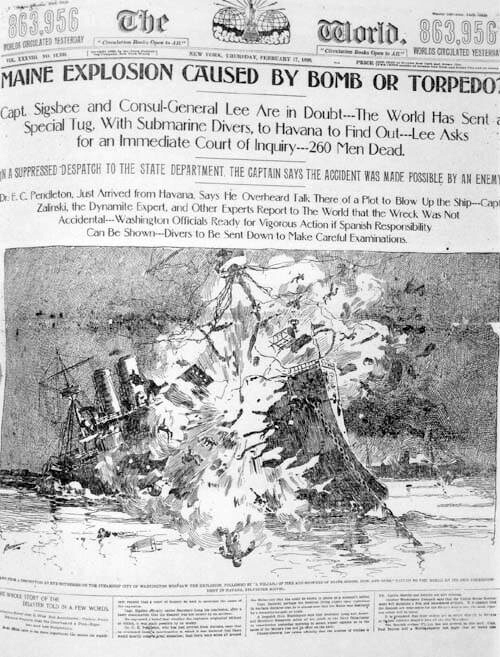
Заголовок жёлтой газеты Джозефа Пулитцера New York World с красочным изображением гибели USS Мэн, 17 февраля 1898

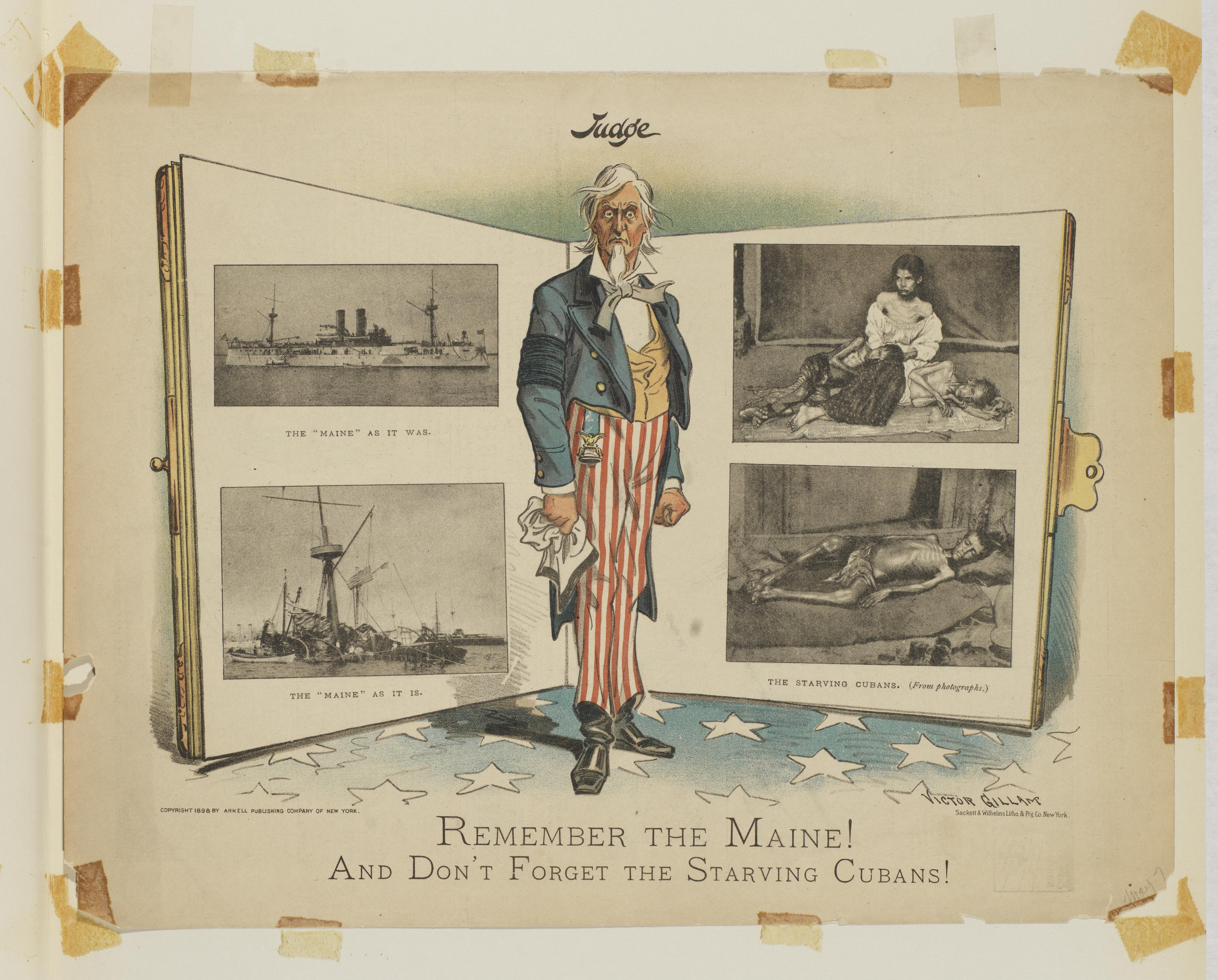
«Помни Мэн! И не забывай голодающих кубинцев!» Образец американской пропаганды во время Испано-американской войны, журнал Judge, Виктор Гиллам, 1898

15 февраля 1898 года «Мэн» находился на Кубе для защиты американских граждан в связи с разгоревшимся на острове восстанием против испанского владычества. В 21:40, когда крейсер стоял в порту Гаваны, на его борту произошёл мощный взрыв. Последующий анализ показал, что более 5 тонн пороховых зарядов в носовых погребах сдетонировали одновременно, уничтожив носовую часть корабля. Изуродованный остов быстро осел на дно гавани. Так как была ночь, большая часть экипажа «Мэна» отдыхала в кубриках, расположенных в носовой части, и катастрофа унесла жизни 266 человек (более чем 2/3 экипажа). Старшие офицеры уцелели только потому, что их каюты находились в кормовой части, дальше всего от взрыва.
Гибель «Мэна» вызвала волну ярости в американском обществе, умело направленную против испанцев. Радикально настроенные круги общества считали, что крейсер был уничтожен испанской миной, подведённой ночью под его борт. Эта версия широко обыгрывалась в американской пропаганде испано-американской войны.

### Расследования взрыва
В дополнение к расследованию, проведённому вскоре после взрыва по приказу правительства Испании двумя офицерами испанского флота, с американской стороны было санкционировано два официальных расследования — в 1898 году и в 1910 году. Расследование 1898 года пришло к выводу, что причиной гибели корабля стал внешний взрыв торпеды или мины, таким образом позволив возложить ответственность на Испанию (хотя комиссия и заявила, что не может установить конкретную ответственную сторону). Это политизированное решение подверглось резкой критике со стороны испанцев, которые на основании опроса свидетелей считали, что взрыв произошел внутри корпуса.
В 1910 году корабль стали поднимать на поверхность, так как он мешал судоходству. Технология при этом была следующая: так как «Мэн» затонул на небольшой глубине (14 метров), в дно с помощью плавучих паровых молотов было вбито множество 30-метровых свай. Они окружили корабль своеобразным частоколом, потом промежутки между сваями были заделаны, сформировался коффердам и началась откачка воды. Одновременно было начато повторное расследование инцидента.
Осмотр корпуса корабля водолазами не смог окончательно разрешить вопрос о причине взрыва, но поставил под сомнение ряд выводов комиссии 1898 года. В частности, водолазы установили, что повреждение киля, которое в 1898 году было одним из основных аргументов в пользу внешнего взрыва, на самом деле вызвано детонацией погребов (которая, однако, как признало расследование 1910 года, могла быть вызвана внешним взрывом). Одной из причин неуверенных выводов комиссии было то, что корпус корабля подвергся сильной коррозии, а носовая часть была полностью разрушена.
После осушения коффердама американские инженеры срезали надстройки и верхние палубы корабля и отрезали полностью разрушенную взрывом носовую часть. Оставшаяся часть корабля была герметизирована цементом, очищена от ила и после заполнения коффердама всплыла. 16 марта 1912 года остатки корабля были отбуксированы в море и затоплены.
В 1976 году американский адмирал Риковер организовал частное расследование инцидента. Он предположил, что причиной гибели корабля было самовозгорание битумозного угля, который только что начал тогда применяться на американском флоте. Компания National Geographic Society провела своё расследование в 1998 году, приурочив его к столетию гибели корабля. Выводы на основании исследования архивов и компьютерного моделирования были неоднозначны: с одной стороны, пожар в угольной яме мог спровоцировать взрыв, но с другой стороны, то же самое могло быть действительно проделано даже небольшой миной, закреплённой снаружи корпуса.
В 2002 году телевизионный канал History Channel выпустил в эфир передачу о своём расследовании взрыва. В настоящее время наиболее вероятной причиной гибели корабля считается пожар в угольном погребе, приведший к детонации расположенного рядом погреба 6-дюймовой артиллерии. Подобная версия была впервые выдвинута ещё во время расследования в 1898 году, но по политическим мотивам объявлена «маловероятной».

#### Версия испанской диверсии
Хотя таковая версия (подрыв крейсера миной, подведённой под его борт испанцами) широко циркулировала в американской прессе, она никогда не выдвигалась в качестве официального обвинения. Уничтожение «Мэна» как таковое не приносило Испании никакой прямой выгоды (кроме того, что ослабляло американский флот) и только увеличивало вероятность конфликта с Соединёнными Штатами, которого испанское правительство пыталось избежать. Однако существует определённая вероятность, что крейсер мог быть подорван испанской миной заграждения, сорванной течением с якорей и дрейфовавшей по заливу.

#### Версия провокации
Практически с самого момента гибели крейсера появилась конспирологическая версия катастрофы, согласно которой крейсер был взорван агентами американского правительства, чтобы спровоцировать волну народного возмущения против Испании. Данная версия не поддерживается никакими материальными источниками, однако является весьма популярной. Главным возражением против неё является то, что уничтожение «Мэна» — одного из немногих современных на тот момент американских броненосных кораблей — ради организации провокации является неоправданно дорогой акцией, подрывающей боеспособность флота.

## Оценка проекта
Один из двух первенцев современного американского броненосного кораблестроения в 1880-х годах «Мэн» не был особенно удачным кораблём. Нехватка опыта американских конструкторов и оглядка на устаревший европейский опыт (диагональное расположение башен), воплощённый в послужившем образцом «Риачуэлло», привели к тому, что корабль, формально мощный, оказался малобоеспособен.
Уступая броненосцам того времени в мощности вооружения и бронировании, «Мэн» был слишком медлителен и обладал явно недостаточной дальностью хода, чтобы быть эффективным крейсером. Хотя его вооружение и было более эффективно, чем тяжёлые орудия «Техаса», неудовлетворительные качества всех американских тяжёлых орудий того времени привели к тому, что по огневой мощи крейсер уступал всем европейским аналогам.
Всё же постройка «Мэна» и «Техаса» дала американским кораблестроителям ценный опыт и навела их на мысль не пытаться следовать зачастую уже устаревшим иностранным стандартам, а искать собственный путь в кораблестроении.